# Ogniowe wsparcie natarcia wojsk w głębi obrony przeciwnika
Ogniowe wsparcie natarcia wojsk w głębi obrony przeciwnika – okres działalności ogniowej artylerii i innych rodzajów wojsk. 

## Charakterystyka
Ogniowe wsparcie natarcia wojsk w głębi obrony przeciwnika rozpoczyna się najczęściej po pokonaniu obrony batalionów pierwszego rzutu przeciwnika, a kończy po wykonaniu zadania przez związek taktyczny. Prowadzi się je w celu zapewnienia wysokiego tempa działań, utrzymania ich ciągłości oraz osłony wojsk przed ogniem przeciwnika.
Gdy przeciwnik rozpoczyna wycofanie, nacierające oddziały przechodzą od ciągłego, nieprzerwanego ataku do pościgu, którego treścią będą kolejno po sobie następujące przemieszczania, manewry i uderzenia na przeciwnika pośpiesznie organizującego obronę. Manewrowe elementy działań będą wymagały wsparcia ogólnego, a uderzenia na obiekty ataku, wsparcia bezpośredniego. W tym okresie będą rażone również te obiekty, które nie zostały porażone wcześniej lub były rażone w zbyt niskim stopniu. Zadania wsparcia ogólnego i bezpośredniego nie muszą być wzajemnie, ściśle powiązane. Jednak w działaniach wojsk w tym okresie można wyodrębnić pewne momenty, w których konieczne będzie silne wsparcie ogniowe i koordynacja zadań wsparcia ogólnego i bezpośredniego.
Zadaniami taktycznymi wsparcia natarcia w głębi obrony przeciwnika będzie wsparcie wprowadzania do walki odwodów, forsowania przeszkód wodnych oraz pokonywania kolejnych rubieży obronnych. W takich sytuacjach może być konieczne wykonanie ogniowego przygotowania i wsparcia ataku, ale w mniejszym zakresie niż przed rozpoczęciem natarcia. Wówczas ogniowe przygotowanie i wsparcie ataku ogniem artylerii będzie wykonywane najczęściej w formie jednej nawały ogniowej. Czas jej trwania do obiektów ataku, będzie zależał głównie od czasu potrzebnego pododdziałom na pokonanie strefy ognia przeciwpancernego przeciwnika aż do rubieży bezpiecznego oddalenia od wybuchów pocisków własnej artylerii. Wykonanie zadań wsparcia ogólnego będzie również podporządkowane potrzebom osłony wojsk przed ogniem środków wsparcia ogniowego przeciwnika (artylerii) i może wyprzedzać rażenie obiektów ataku lub może być prowadzone równolegle. Podczas wsparcia natarcia w głębi obrony przeciwnika, może również wystąpić zadanie wsparcia desantów taktycznych oraz oddziałów rajdowych i wydzielonych. Ponadto, podczas odpierania kontrataków i przeciwuderzeń, artyleria będzie wykonywała zadania podobnie jak w działaniach obronnych.